# Itagata
Itagata ist ein Verwaltungsbezirk (Ward) des Distrikts Rungwe in der tansanischen Region Mbeya.

## Geografie
Itagata ist ein Bezirk im Südwesten von Tansania, er liegt nordöstlich der Distrikthauptstadt Tukuyu. Das größte Gewässer ist der Fluss Mbaka, der in den Malawisee mündet. Die Fläche des Bezirks beträgt 24,8 Quadratkilometer und bei der Volkszählung 2022 lebten hier 3719 Menschen in 1023 Haushalten.

## Gliederung
Der Bezirk besteht aus zwei Orten (Kitongoji):
- Itagata
- Ikama

## Wirtschaft und Infrastruktur
- Bildung: Die Itagata Secondary School bildet Jugendliche bis zur 4. Stufe aus.[6]
- Gesundheit: Im Bezirk befinden sich zwei staatliche Apotheken, je eine in den Orten Itagata[7] und Ikama.[8]